# La velocidad funda el olvido
La velocidad funda el olvido es una película argentina dirigida por Marcelo Schapces y protagonizada por César Albarracín, José María Blanco y Uxía Blanco. Fue estrenada el 6 de septiembre de 2007.

## Sinopsis
Olmo de 24 años, habita un mundo fuera de la realidad construido por la obsesión de su padre que acumula, archiva y clasifica todo tipo de objetos sin un sentido aparente. Pero la presencia lejana de su madre moverá los hilos en una dirección sorprendente. 

## Reparto
- César Albarracín
- José María Blanco como-Marinero
- Uxía Blanco
- María Laura Cali
- Marta Larralde como-Carmen
- Luis Luque como-Padre
- Nicolás Mateo como-Olmo
- Graciela Maza
- Carmen Vallejo